# Dibromoclorometà
El dibromoclorometà és un compost orgànic de la classe dels haloalcans que té fórmula molecular {\displaystyle {\ce {CHBr2Cl}}}. És un compost groguenc, pesat i no inflamable. La substància té una olor dolça.

## Estat natural

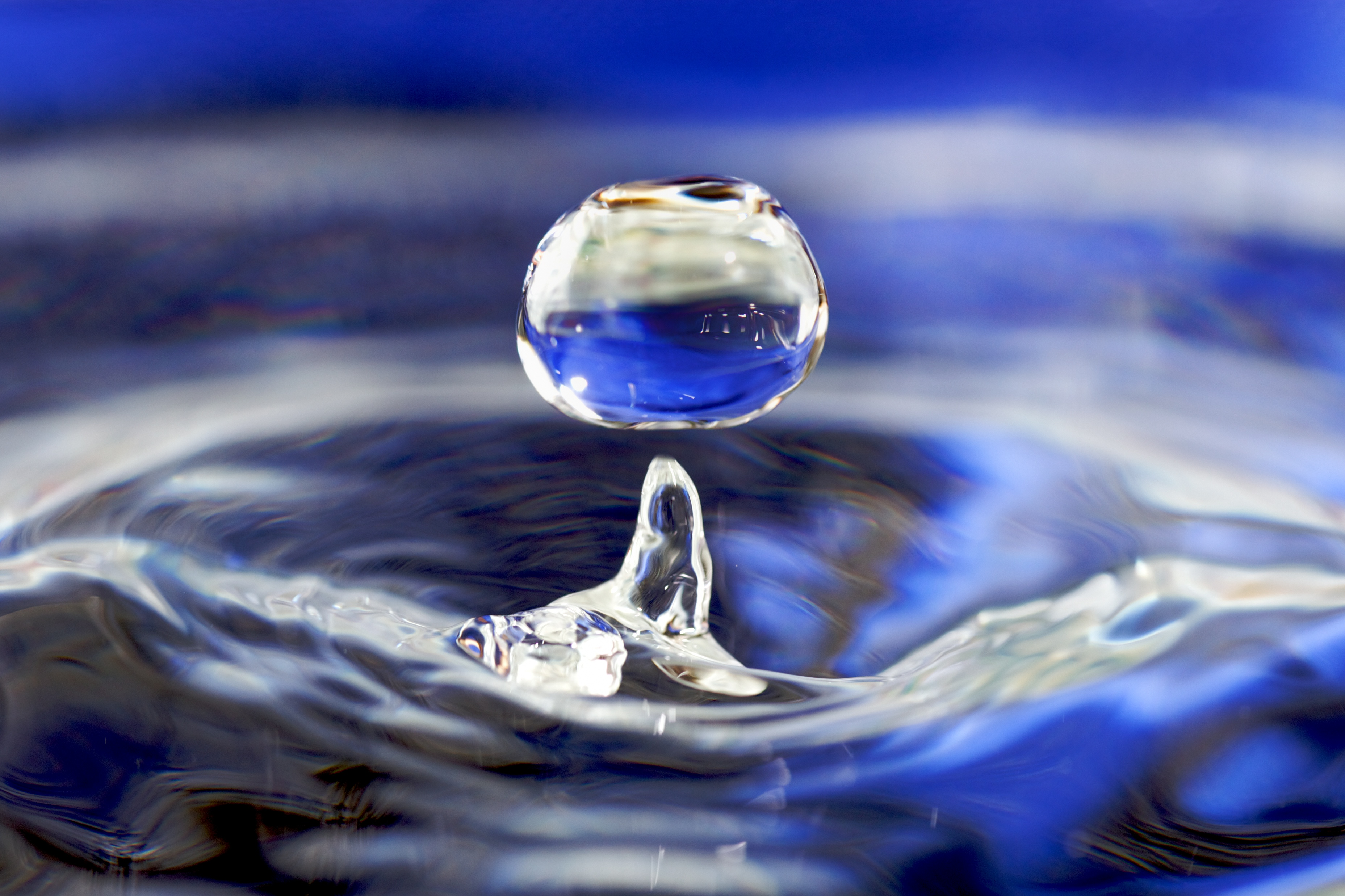
Aigua

A temperatura ambient el dibromoclorometà és líquid. El dibromoclorometà es pot formar quan el clor reacciona amb altres substàncies naturals a l'aigua, com ara material vegetal en descomposició. Les plantes de l'oceà també produeixen petites quantitats d'aquests productes químics.

## Propietats
La seva fórmula molecular és {\displaystyle {\ce {CHBr2Cl}}} i la seva massa molar 208,28 g/mol. Té una densitat de 2,451 g/mL. Es fon als -22 °C, i comença a bullir als 119 °C.

## Aplicacions
El dibromoclorometà també és un subproducte de desinfecció, format per la reacció del clor amb matèria orgànica natural i ions bromur en el subministrament d'aigua bruta. Com a resultat, es troba habitualment a l'aigua potable clorada. A més, és capaç de reduir en un 79 % la producció de metà en els remugants.

## Usos
El dibromoclorometà s'utilitzava antigament com a retardant de flama i com a intermedi en la fabricació de productes químics. Actualment, només es fa servir com a reactiu de laboratori.

## Toxicitat
S'han observat efectes carcinogènics en animals exposats al bromoform i al dibromoclorometà. El dibromoclorometà va induir tumors hepàtics en ratolins mascles i femelles. Els objectius principals de la toxicitat per bromoform i dibromoclorometà són el fetge, els ronyons i el sistema nerviós central.